# Veolia Environnement

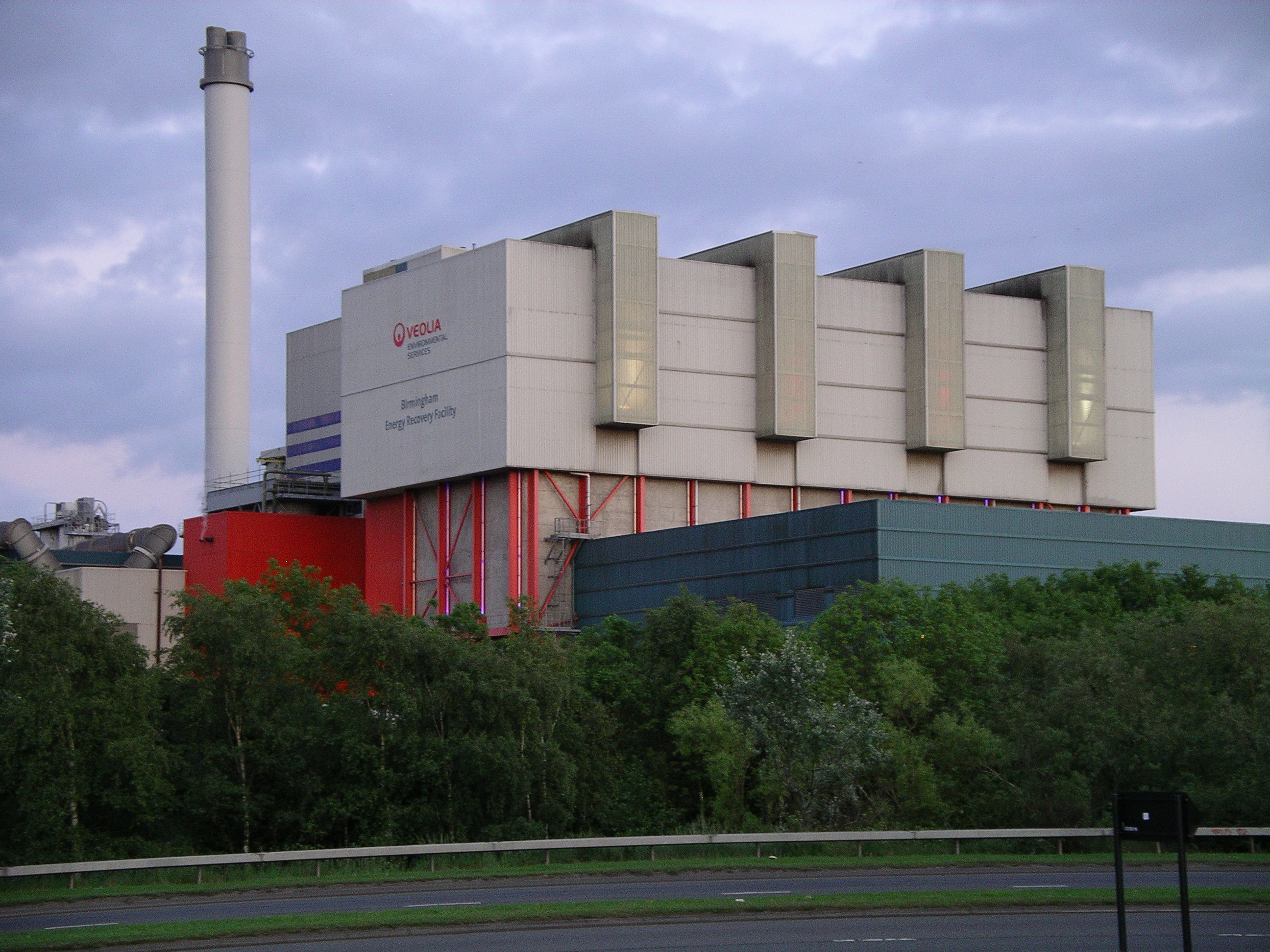
Мусоросжигательный завод Veolia Propreté в Великобритании

Veolia Environnement — французская многопрофильная компания, базирующаяся в Париже. Специализируется на трёх сферах деятельности: поставка и очистка воды (как для муниципальных, так и промышленных клиентов), коммунальные услуги (в том числе уборка и утилизация мусора) и энергетика (поставки электроэнергии, поддержание микроклимата, установка и обслуживание энергетического и отопительного оборудования). По состоянию на 2022 год в компании работало 213,7 тыс. человек, продажи составляли 42,9 млрд долл., активы — 73,3 млрд долл. Основные интересы компании сконцентрированы в Европе, Азии и США.

## История

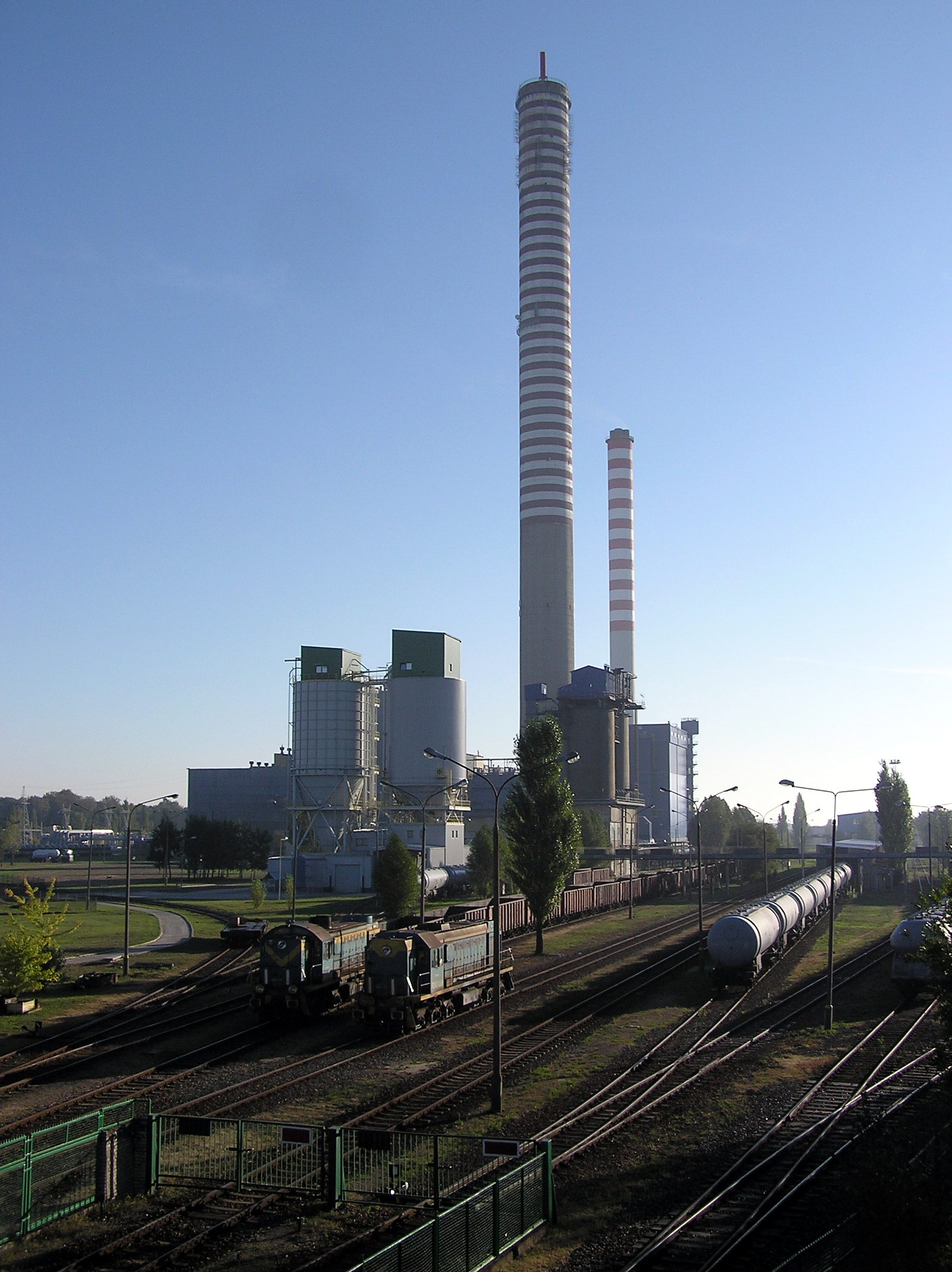
Электростанция Dalkia в Польше

В 1853 году императорским декретом была создана Compagnie Générale des Eaux (CGE), занимавшаяся орошением полей и поставкой воды в города и сёла (первым контрактом стало снабжение Лиона, в 1860 году компания получила концессию на поставку воды в Париж). В 1867 году в Нанте была основана компания по уборке улиц, в 1870 году в Руане и Шони начала работу другая компания, занимавшаяся сбором старых тряпок и бумаги (обе фирмы слились с CGE в 1980 и 1990 году соответственно). В 1875 году была основана Compagnie Générale Française de Tramways (CGFT), управлявшая трамваями в Гавре, Нанси и Марселе (в 1980 году она также слилась с CGE). В 1880 году CGE вышла на рынок Венеции, в 1882 году — Стамбула, в 1883 году — Порту, в 1884 году — Реймса.
В 1912 году была основана транспортная компания CGEA (Compagnie Générale d’entreprises Automobiles), которая в 1919 году вышла на парижский рынок домашних отходов (в 1980 году слилась с CGE). В 1935 году была создана компания Chauffage Service, специализировавшаяся на системах отопления и кондиционирования. В 1960 году Chauffage Service слилась с Compagnie Générale de Chauffe (CGC), основанной в 1944 году (в 1967 году объединённая компания присоединилась к CGE). В 1953 году, в свой вековой юбилей, Compagnie Générale des Eaux обслуживала 8 млн человек и более 10 тыс. км инженерных сетей.
В 1967 году компания начала управлять своими первыми установками по сжиганию мусора, в 1975 году основала дочернюю компанию по переработке опасных промышленных отходов. В 1980 году произошло слияние компании CGE со своими дочерними структурами в группу Omnium de Traitement et de Valorisation (OTV), в 1986 году слились Groupe Montenay и Compagnie Générale de Chauffe, в 1989 году появился бренд Onyx. В 1990 году Onyx приобрёл Groupe Soulier — крупного европейского переработчика бумаги и пластика. В 1994 году CGE основал в Жуи-ле-Мутье Институт городской среды.
В 1995 году слившиеся компании Groupe Montenay и Compagnie Générale de Chauffe образовали группу CGE Energy Services, в 1996 году появилось подразделение уборки Onyx. В 1998 году CGE Group изменила название на Vivendi, хотя французское подразделение по водоснабжению сохранило бренд Compagnie Générale des Eaux, а CGE Energy Services было переименовано в Dalkia. В 1999 году новосозданная Vivendi Environnement объединила компании Vivendi Water (водоснабжение), Onyx (утилизация отходов), Dalkia (энергетика) и Connex (транспорт), а телекоммуникационный и медиа-бизнес был выделен в отдельную группу Vivendi Universal.
В 2000 году Vivendi Environnement стала котироваться на Парижской фондовой бирже, в 2001 году — на Нью-Йоркской фондовой бирже, в 2003 году изменила название на Veolia Environnement, в 2005 году четыре подразделения компании взяли единое имя (Veolia) и новый логотип.

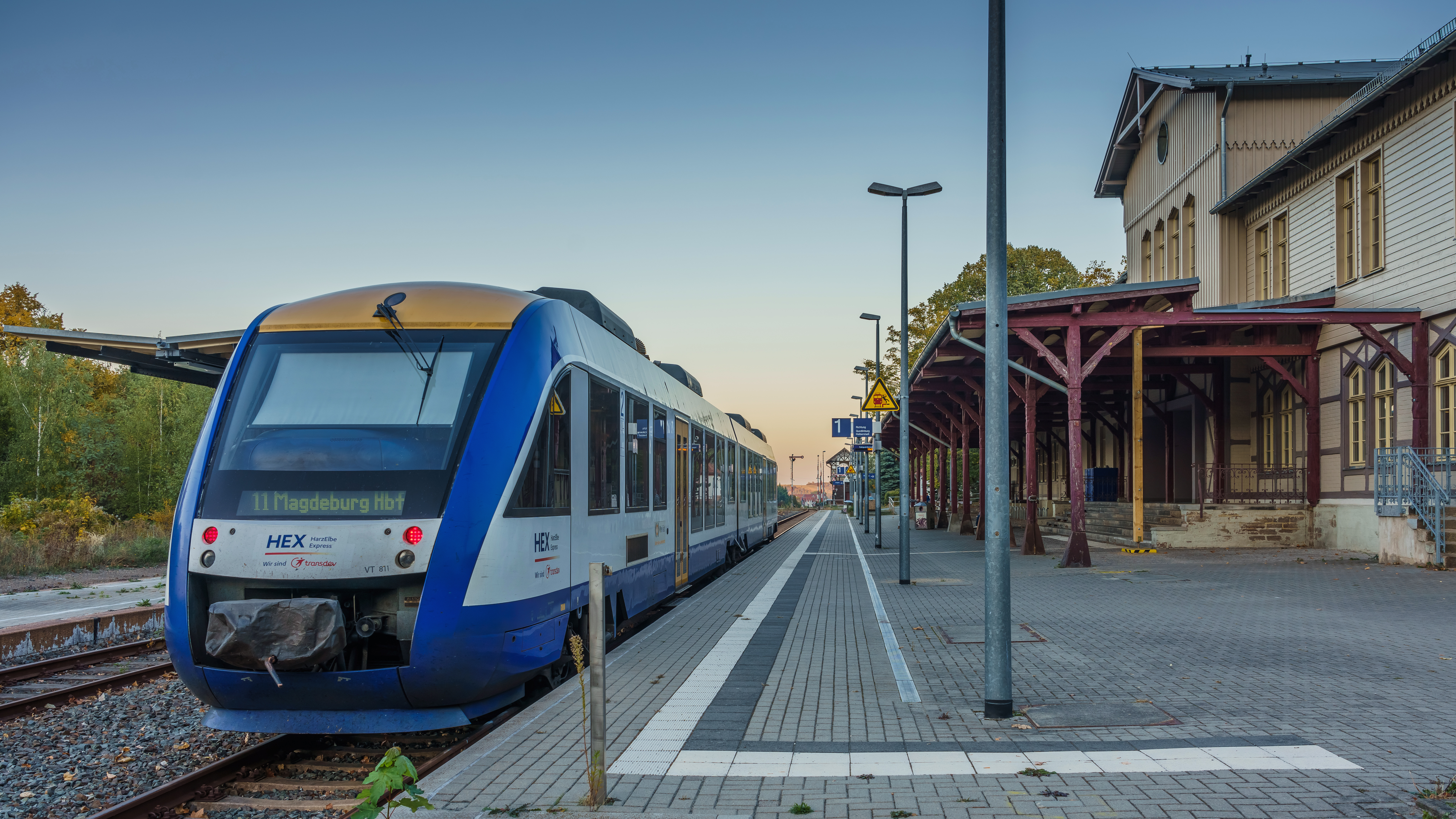
Железнодорожный состав компании Veolia Verkehr

В 2011 году транспортное подразделение Veolia Transport было объединено с компанией Transdev, в результате образовалась компания Veolia Transdev со штаб-квартирой в Исси-ле-Мулино. Она являлась крупным оператором железнодорожных перевозок и городского общественного транспорта (автобусы, трамваи, пригородные электрички, метро, катера, паромы и велосипеды), в ней работало свыше 100 тыс. сотрудников, оборот составлял почти 7,9 млрд евро в 2011 году и 8,2 млрд евро в 2012 году. Весной 2013 года Veolia Transdev была реструктуризирована и переименована в Transdev, главными акционерами стали Caisse des dépôts et consignations (60 %) и Veolia Environnement (40 %). Согласно плану вывода компании из кризиса Veolia Environnement планировала выйти из акционеров Transdev, а сама Transdev обязалась распродать около четверти своих европейских активов, а также уйти из 10 из 27 стран, в которых она присутствовала.
В 2016 году Veolia за 350 млн долларов приобрела американскую фирму Kurion, специализирующуюся на технологиях по очистке радиоактивных отходов и поставлявшую оборудование для очистки воды на аварийную АЭС Фукусима. Также в 2016 году была продана часть пакета акций Transdev, а в 2019 году Veolia полностью вышла из числа акционеров Transdev (оставшиеся 34 % были проданы немецкой группе Rethmann). В 2020 году Veolia начала скупать акции компании Suez, в феврале 2022 года она была поглощена полностью.

## Структура

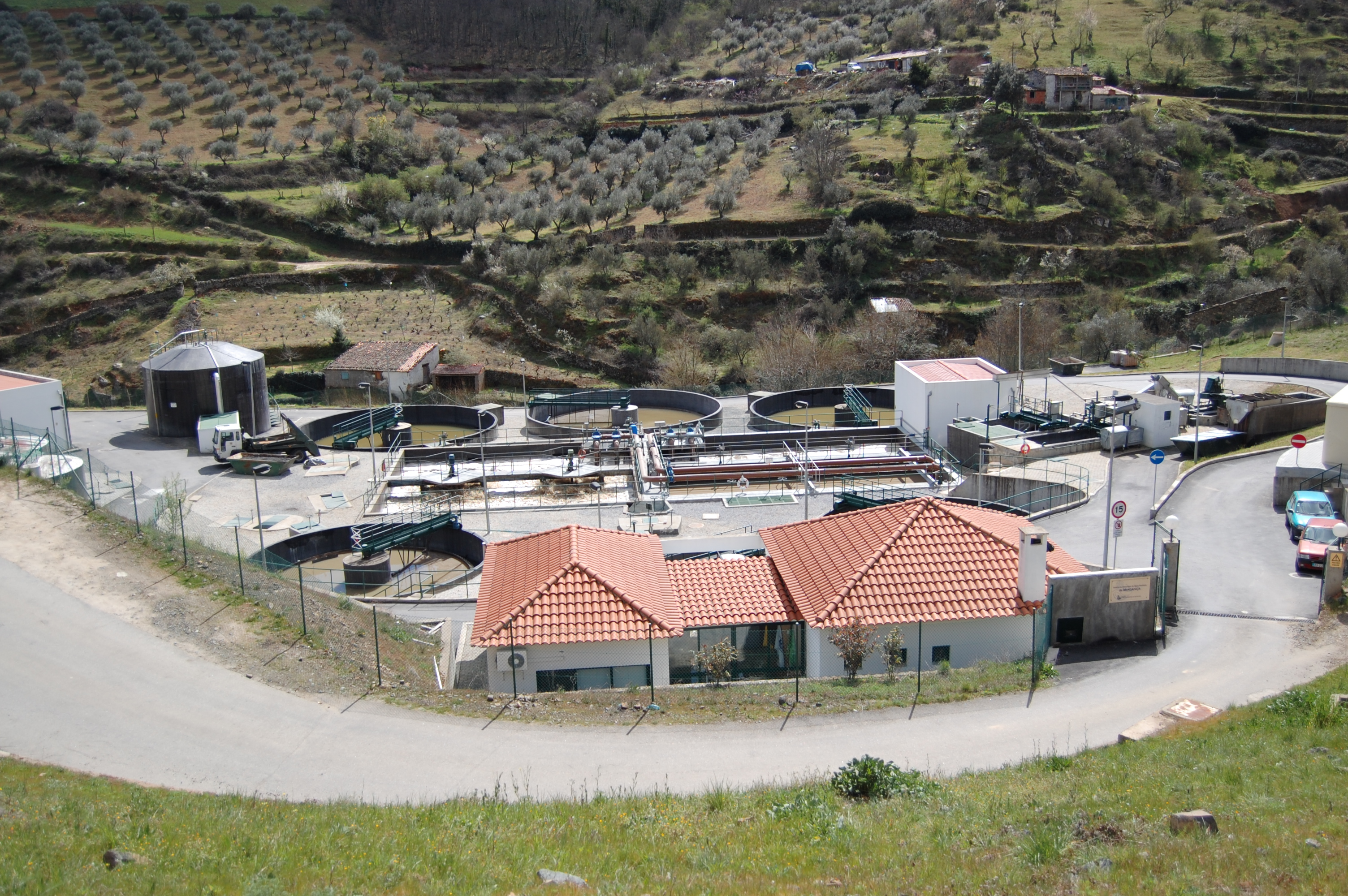
Очистные сооружения Veolia Water в Португалии

Среди крупнейших акционеров Veolia Environnement по состоянию на 2022 год были Caisse des Dépôts et Consignations (6,31 %), Crédit Agricole (5,63 %), BlackRock (4,9 %), а также сотрудники (6,47 %); казначейские акции составляют 1,77 % акционерного капитала.

### Veolia Eau (Veolia Water)
Veolia Water (Париж) занимается водоснабжением и очисткой сточных вод жилых домов и предприятий (снабжает питьевой водой около 103 млн людей и очищает сточные воды более 70 млн людей), в компании работает более 96,5 тыс. сотрудников, оборот составляет свыше 12,6 млрд евро (2011). Veolia Water присутствуе на рынках 69 стран Европы (Франция, Германия, Великобритания, Бельгия, Нидерланды, Швейцария, Испания, Италия, Португалия, Австрия, Венгрия, Польша, Чехия, Словакия, Румыния, Болгария, Сербия, Ирландия, Дания, Норвегия, Швеция, Финляндия, Литва, Эстония, Россия, Турция и Армения), Восточной Азии и Океании (Австралия, Новая Зеландия, Япония, Китай, Южная Корея, Тайвань, Филиппины, Вьетнам, Таиланд, Малайзия и Сингапур), Африки, Южной Азии и Ближнего Востока (ЮАР, Алжир, Марокко, Тунис, Ливия, Египет, Кот-д’Ивуар, Сенегал, Бенин, Габон, Намибия, Буркина-Фасо, Нигер, Израиль, Ливан, Саудовская Аравия, ОАЭ, Оман, Катар и Индия), Америки (США, Канада, Мексика, Бразилия, Аргентина, Чили, Колумбия, Венесуэла и Эквадор). Среди важнейших филиалов Veolia Water: Sade, Veolia Eau Solutions et Technologies, Seureca, Setude, SEDE Environnement, SIDEF и Azaliya Water Services.

### Veolia Propreté

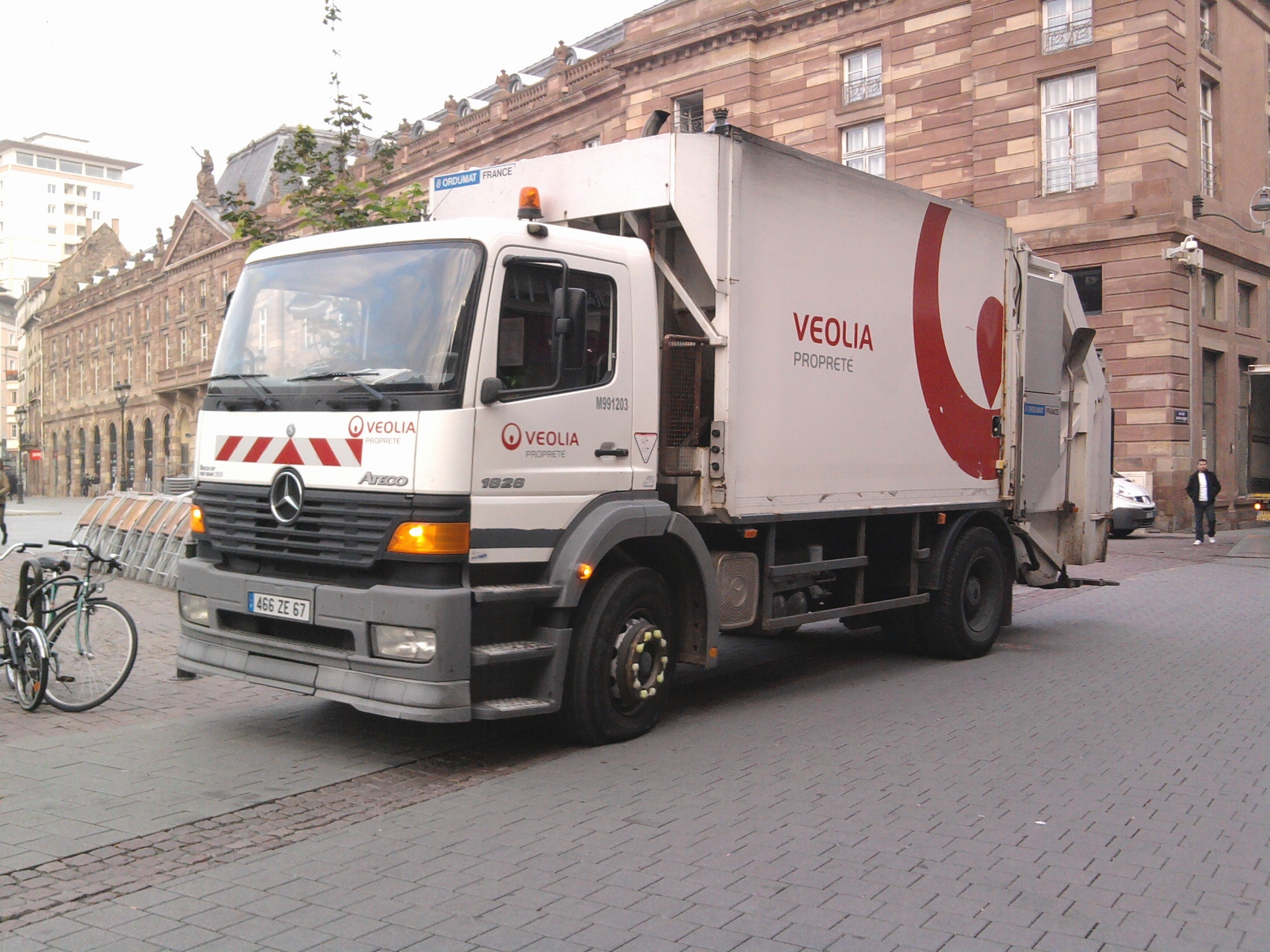
Мусороуборочная машина Veolia Propreté

Veolia Propreté (Нантер) занимается сбором, переработкой и утилизацией бытовых и промышленных отходов (обслуживает более 60 млн жителей и свыше 800 тыс. корпоративных клиентов, управляет 763 предприятиями по переработке и сжиганию мусора), в компании работает около 77,5 тыс. сотрудников, оборот составляет свыше 9,7 млрд евро (2011). Veolia Propreté присутствуе на рынках Европы (Франция, Великобритания, Германия, Бельгия, Швейцария, Италия, Испания, Ирландия, Дания, Норвегия, Польша, Чехия, Словакия, Венгрия, Украина, Литва и Эстония), Америки (США, Канада и Мексика), Восточной Азии и Океании (Китай, Тайвань, Южная Корея, Сингапур и Австралия), Африки и Ближнего Востока (Марокко, Тунис, Сенегал, Израиль и Катар).

### Veolia Énergie (Dalkia)
Veolia Énergie (Сен-Андре-ле-Лилль) занимается производством и сбытом электроэнергии, отопления и тёплой воды (управляет 800 сетями, в том числе 44 — охлаждения), в компании работает 49,8 тыс. сотрудников, оборот составляет 8,9 млрд евро (2012). Veolia Énergie является совместным предприятием Veolia Environnement (66 %) и Électricité de France (34 %). Veolia Énergie присутствуе на рынках 36 стран Европы (Франция, Великобритания, Германия, Бельгия, Нидерланды, Польша, Венгрия, Чехия, Словакия, Болгария, Румыния, Испания, Италия, Португалия, Норвегия, Швеция, Финляндия, Литва, Латвия, Россия, Ирландия, Люксембург), Америки (США, Канада, Мексика, Бразилия, Аргентина, Чили), Центральной Азии, Ближнего Востока, Восточной Азии и Океании (Израиль, Узбекистан, ОАЭ, Бахрейн, Китай, Малайзия, Сингапур и Австралия).

## Деятельность
Выручка за 2022 год составила 42,9 млрд евро. Основные направления деятельности: водоснабжение и водоотведение (42 % выручки), вывоз, сортировка и переработка твёрдых отходов (37 % выручки), производство электроэнергии на ТЭС, отопление и горячее водоснабжение (21 % выручки). Основными рынками для компании были Франция (21 % выручки), США (11 %), Великобритания (9 %), Германия (7 %), Испания (6 %), Польша (5 %), Австралия (5 %), Чехия (4 %), Италия (3 %), Венгрия (3 %), КНР (3 %), Бельгия (2 %), Марокко (2 %), Чили (2 %), Япония (1 %), Гонконг (1 %)
Подразделения по состоянию на 2022 год:
- Водные технологии — очистка воды, водоснабжение, водоотведение, очистка сточных вод, 11 % выручки;
- Франция — коммунальные услуги жилому фонду и предприятиям, вывоз мусора, уборка улиц в городах Франции, а также утилизация токсичных и радиоактивных отходов во Франции и других странах Европы, 22 % выручки;
- Остальная Европа — деятельность в ряде стран Европы, 41 % выручки;
- Остальной мир — деятельность в отдельных странах других регионов, 26 % выручки.

## Руководство
- Антуан Фреро (Antoine Frérot, род. 3 июня 1958 года) — председатель совета директоров с 2010 года, в Compagnie Générale des Eaux с 1990 года, с 2009 по 2022 год также был генеральным директором (CEO).
- Эстель Брахлианофф (Estelle Brachlianoff, род. 28 июля 1970 года) — генеральный директор с июля 2022 года, в компании с 2005 года.